# Every Second Counts
Every Second Counts is het vierde studioalbum van de Amerikaanse groep de Plain White T's, maar het eerste dat verscheen onder het Hollywood Records-label, in plaats van dat van Fearless Records. 
Het nummer "Hate (I Really Don't Like You)" is gebruikt in het computerspel Saints Row 2 en in een aflevering van de MTV-realityserie The Hills.

## Lijst van nummers
1. "Our Time Now" - 2:50
2. "Come Back To Me" - 3:23
3. "Hate (I Really Don't Like You)" - 3:47
4. "You and Me" - 2:18
5. "Friends Don't Let Friends Dial Drunk" - 3:22
6. "Making A Memory" - 2:49
7. "So Damn Clever" - 3:03
8. "Tearin' Us Apart" - 2:36
9. "Write You A Song" - 4:01
10. "Gimme A Chance" - 2:57
11. "Figure It Out" - 2:45
12. "Let Me Take You There" - 6:18

- The Best Buy versie van het album bevat twee bonustracks: "Hold On" en een akoestische demo van "Hate (I Really Don't Like You)". De iTunes-versie van het lied en alle latere uitgaves van de cd bevatten ook "Hey There Delilah", dat het eerst verscheen op het album All That We Needed, maar dat door zijn populariteit ook op dit album opnieuw verscheen.